# Luzula elegans
Luzula elegans là một loài thực vật có hoa trong họ Juncaceae. Loài này được Lowe mô tả khoa học đầu tiên năm 1838.